# Житловий комплекс «PecherSKY Luxury Apartments»
Житловий комплекс «PecherSky Luxury Apartments» — 28-поверховий житловий комплекс у Києві.

## Характеристики
- Закритий внутрішній двір площею 5 тисяч кв м під цілодобовою охороною.
- Панорамний вид на Національний Ботанічний сад ім. М. М. Гришка, Батьківщину Матір та Києво-Печерську Лавру
- Інфраструктура комплексу включає: ресторан, оздоровчий центр, салони краси [Архівовано 3 квітня 2022 у Wayback Machine.], банки, банкомати, офісні приміщення та установи технічного обслуговування автомобілів.

- В хмарочосі розташований гостьовий хол, за рівнем відповідний найкращим п'ятизірковим готелям, розміром понад 300 м².

- Також комплекс має свій 4-х рівневий напівпідземний паркінг.

## Галерея

5 листопада 2011